# Darnell Williams
Darnell Williams (Londen, 3 maart 1955) is een Britse soapacteur. Hij is vooral bekend van zijn rol als Jesse Hubbard in de ABC-soapserie All my Children, een rol die hij speelde van 1981 tot 1988 en van 2008 tot 2011. 

## Biografie
Williams is geboren in Londen. Medio jaren zeventig was hij een danser bij het tv-programma Soul Train. In 1981 begon hij met het vertolken van de rol van Jesse Hubbard in All my Children. Zijn karakter kreeg een affaire met Angie Baxter. De karakters trouwden en waren het eerste Afrikaanse superkoppel in een Amerikaanse soapserie. Williams won twee Daytime Awards voor zijn werk bij AMC. Na zeven jaar besloot hij een punt te zetten achter zijn rol. 
Williams zou de rol van Jacob Foster gaan spelen in Loving en The City. Niet veel later zou hij korttijdig terugkeren in de AMC in de gedaante van een engel. Zijn karakter verwelkomde karakter Gillian Andrassy in de hemel in 2001. Williams bleef achter de schermen werken bij AMC als regisseur en dramacoach. Hij liet zich in 2007 overhalen om de rol van Griggs te spelen in de soapserie Guiding Light. 
In januari 2008 keerde Williams samen met Debbi Morgan terug in All My Children. Samen met Morgan en collega Michael E. Knight maakte de acteur zijn opwachting in het laatste seizoen van The Oprah Winfrey Show. Vanwege het stopzetten van AMC speelde Williams in september 2011 voor het laatst de rol. Een half jaar later zou bekend worden dat hij een rol ging spelen in The Young and the Restless. 
- Gemeinsame Normdatei: 1082596361
- International Standard Name Identifier: 0000 0000 8194 7730
- Library of Congress Control Number: no98047614
- Système universitaire de documentation: 227831314
- Virtual International Authority File: 4545105
- WorldCat: E39PBJdmjybgfPw7CHMWdwxYyd